# Střítež u Českého Těšína
Střítež (polnisch Trzycież, deutsch Trzitiesch, auch Tritiesch) ist eine Gemeinde in Tschechien. Sie liegt sieben Kilometer westlich von Třinec und gehört zum Okres Frýdek-Místek.

## Geographie
Střítež befindet sich an der Anhöhe Střítežský kopec (391 m) im Beskidenvorland zwischen den Tälern des Černý potok und der Ropičanka. Nördlich liegt das Quellgebiet der Vělopolka. Durch Střítež führen die Staatsstraße 68 und die Eisenbahnstrecke von Český Těšín nach Frýdek-Místek.
Nachbarorte sind Vělopolí im Norden, Kozačinec und Ropice im Nordosten, Nebory im Osten, Rakovec, Zápolí und Guty im Südosten, Smilovice im Süden, Poruby, Komorní Lhotka und Poloniny im Südwesten, Hnojník im Westen sowie Třanovice, Hůrka und Běrnoutí im Nordwesten.

## Geschichte
Střítež wurde zum Ende des 13. Jahrhunderts angelegt. Erstmals schriftlich erwähnt wurde das Dorf 1305 im Zehntregister des Bistums Breslau unter dem Namen Treshes. Die Besitzer des Dorfes wechselten häufig und in rascher Folge. Zu ihnen gehörten ab 1483 Jan von Koňakov. Weitere waren die Hynalov von Kornice, Daniel Zemecký von Zemětice und Hedwig Kreutner von Rosenbach. Die Mitrovský von Nemyšl besaßen die Güter von 1625 bis 1634. 1671 schlug Gottfried Logau von Altenberg die Güter in Vělopolí zu Střítež hinzu. Von Karl Gottfried von Logau erwarb es 1792 die Teschener Kammer. Damit erlosch auch der Herrschaftssitz in Střítež. Es wird angenommen, dass das hölzerne Schlösschen auch am Tritiesch-Berg bei der Kirche und dem Pfarrhaus gestanden war. Ab 1825 gehörte Střítež dem Erzherzog Karl von Österreich-Teschen. Die Habsburger hielten den Besitz bis zum Zusammenbruch der k.u.k Monarchie. 1918 wurde Friedrich von Österreich-Teschen vom tschechoslowakischen Staat enteignet.
Nach der Aufhebung der Patrimonialherrschaften bildete Trzitiesch ab 1850 eine politische Gemeinde im Bezirk Teschen. Zwischen 1880 und 1887 entstand die Eisenbahn von Friedeck nach Teschen. 1885 fuhr der erste Zug durch Trzytiesch, zwei Jahre später wurde die Bahnstation eingeweiht. Ab 1920 gehörte der Ort zum Bezirk Český Těšín. 1938 kam Trzycież als Teil des Olsagebiets zu Polen. Von 1939 bis 1945 gehörte Trzitiesch zum Landkreis Teschen und kam nach Kriegsende zur Tschechoslowakei zurück. nach der Auflösung des Okres Český Těšín wurde die Gemeinde 1961 dem Okres Frýdek-Místek zugeordnet. Im Jahre 1980 wurde Střítež nach Hnojník eingemeindet, seit 1990 besteht die Gemeinde wieder. In Střítež lebt eine starke polnische Minderheit, stammend aus der Gruppe der Teschener Walachen, der etwa 19 % der Einwohner angehören.

## Gemeindegliederung
Für die Gemeinde Střítež sind keine Ortsteile ausgewiesen.

## Sehenswürdigkeiten

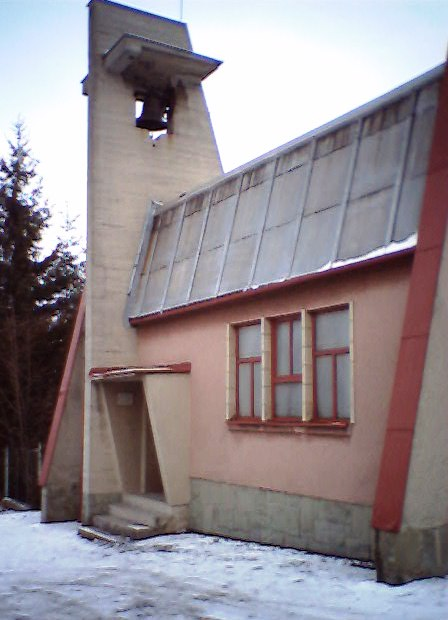
Evangelische Kapelle

- katholische Kirche des Erzengels Michael, das den Ort dominierende Bauwerk am Střítežský kopec wurde 1806 anstelle eine abgebrannten Holzkirchlein errichtet
- Kapelle St. Markus, erbaut in Form einer Rotunde
- evangelische Friedhofskapelle aus dem Jahre 1860, die 1970 wegen Verfalls zum Abriss vorgesehene Kapelle wurde 1972 im Schweizerstil neu aufgebaut. Der Glockenturm aus Beton erhielt die Form einer Pylone.
- Denkmal für den Maler Josef Mánes, der aus Godula-Sandstein errichtete Gedenkstein wurde 1955 an der Straße nach Smilovice aufgestellt. Mánes weilte auf der Suche nach Motiven zwischen 1846 und 1854 in der Gegend.

## Söhne und Töchter der Gemeinde
- Ida Münzberg (1876–1955), Malerin
- Andreas Krzywoń (1844–1911), Superintendent
- Paul Twardy (1737–1807), Pastor und Schriftsteller